# Шајла Стајлз
Шајла Стајлз (енгл. Shyla Stylez; Армстронг, 23. септембар 1982 — Армстронг, 9. новембар 2017) била је канадска порно глумица, право име јој је било Аманда Фридленд (енгл. Amanda Friedland).

## Каријера
Стајлз је била заинтересована за улазак у свет порнографије већ у својим тинејџерским годинама. Из родног града преселила се у Ванкувер и радила је једно време као стриптизета. Појавила се у свом првом филму, Slap Happy 2000. године када је имала 18 година. Потписала је ексклузивни уговор са Jill Kelly Productions 2002. године и касније се удала за директора тог студија Боба Фридленда. Развели су се 2003.
Привремено је прекинула снимање филмова за одрасле 2005. године, и појавила се у нискобуџетним филмовима. Вратила се порнографији 2006. године. Од 2007. године радила је ТВ шоу у Лос Анђелесу на Un-Wired TV. Године 2010, познати часопис Максим (енгл. Maxim) је уврстио међу топ 12 најбољих женских порно звезда.
До 2013. године појавила се у око 380 филмова за одрасле.

## Награде
- 2003 AVN Награда номинована – Best New Starlet[8]
- 2007 XRCO Награда номинована – Best Cumback[9]
- 2007 AVN Награда номинована – Best All-Girl Sex Scene, Video – Girlvana 2, Zero Tolerance Entertainment with Sammie Rhodes and Jenaveve Jolie[10]
- 2008 AVN Награда номинована – Best Supporting Actress, Video – Coming Home, Wicked Pictures[11]
- 2008 AVN Награда номинована – Best Interactive DVD – My Plaything: Shyla Stylez, Digital Sin[11]
- 2009 AVN Награда номинована – Best Tease Performance – Curvy Girls[12]
- 2009 AVN Награда номинована – Best POV Sex Scene – Full Streams Ahead[12]
- 2009 AVN Награда номинована – Best Group Sex Scene – Pirates II[12]
- 2010 AVN Награда номинована – Best POV Sex Scene – Jack's POV 12[13]
- 2011 Urban X Награда Кућа славних[14]